# Ion Aurel Stoica
Ion Aurel Stoica (n. 6 mai 1943, Șăulia, România – d. 7 mai 1994) a fost un politician român, ministru și vicepremier (28 martie 1990 - 28 iunie 1990) în guvernul Roman, senator în legislatura 1992-1996 ales în județul Iași pe listele partidului FSN. A fost căsătorit cu Mariana Stoica, fostă ambasador al României în Israel. În cadrul activității sale parlamentare, Ion Aurel Stoica a fost membru în comisia pentru apărare, ordine publică și siguranță națională. 
În perioada comunistă, Ion Aurel Stoica a fost secretar cu probleme economice la Consiliul Județean al PCR Cluj. A fost un apropiat al lui Petre Roman. A fost considerat de asemenea unul din principalii ideologi ai FSN.
După decesul său, Ion Aurel Stoica a fost înlocuit de către senatorul Vasile Strâmbu, începând de la data de 6 septembrie 1994.

## Legaturi externe
- Ion Aurel Stoica Arhivat în 22 august 2016, la Wayback Machine. la cdep.ro